# داریل فلاوان
داریل فلاوان (انگلیسی: Darryl Flahavan؛ زادهٔ ۲۸ نوامبر ۱۹۷۸) بازیکن فوتبال اهل بریتانیا است.
از باشگاه‌هایی که در آن بازی کرده‌است می‌توان به باشگاه فوتبال کریستال پالاس، باشگاه فوتبال پورتسموث، باشگاه فوتبال لیدز یونایتد، باشگاه فوتبال کراولی تاون، باشگاه فوتبال اولدهام اتلتیک، باشگاه فوتبال ووکینگ، باشگاه فوتبال ساوتند یونایتد، باشگاه فوتبال ساوت‌همپتون، و باشگاه فوتبال ای‌اف‌سی بورنموث اشاره کرد.